# Herapathite
L'herapathite ou sulfate d'iodoquinine est un composé dont les cristaux sont dichroïques et peuvent être ainsi employés pour polariser la lumière.
Selon Edwin H. Land, elle a été découverte en 1852 par William Herapath (en), un docteur de Bristol. Un de ses élèves a trouvé qu'ajouter de l'iode à l'urine d'un chien alimenté avec de la quinine produisait des cristaux verts anormaux. Herapath a noté en étudiant les cristaux sous un microscope qu'ils semblaient polariser la lumière.
Les propriétés dichroïques de l'herapathite sont venues à l'attention de Sir David Brewster, et plus tard ont été employées par Land pour construire le premier type de feuille polarisante Polaroïd.